# Йофіїл
Йофіїл, також Йофіель, Зофіель, Цуфіель (івр. יופיאל, «око Господа» або «вартовий Господа») — ангел. Згадується в кабалістичній, гностичній і містичній літературі. В Біблії ім'я не згадується, але його позиціонують з ангелом, який вигнав Адама і Єву з раю і був приставлений охороняти дерево пізнання добра і зла. У вченнях Псевдо-Діонісія Ареопагіта значиться одним із семи архангелів. Вважається архангелом мудрості, розуміння і судження.
У псевдоепіграфіці «Одкровення Мойсея» Йофіїл описується як ангел сьомого неба, кабалістичний вартовий Тори і мудрості, який на зорі створення навчив душі 70 мов. «Зоар» згадує його як Великого Ангела, полководця, якому підпорядковуються 53 легіон. Також йдеться про те, що Йофіїл — компаньйон ангела Метатрона.